# Джак Джонсън
Джак Хоуди Джонсън (на английски: Jack Hody Johnson) е американски певец, сърфист, режисьор на филми и композитор на песни. Известен е като софт рок и акустичен музикант.
През 2001 г. се появява първият му албум Brushfire Fairytales, който носи търговски успех. С албумите си Sing-A-Longs and Lullabies for the Film Curious George (2006), Sleep Through the Static (2008), To the Sea (2010) и From Here to Now to You (2013) се катери до първа позиция на Билборд 200. Неговият In Between Dreams достига втора позиция в класацията през 2005 г., което се повтаря през 2013 година.
Точно преди да завърши гимназия подписва професионален договор с фирмата Quiksilver. До завършването си през 1993 г. той е ученик в Kahuku High School на западния бряг на хавайския остров Оаху.
Джонсън е активен участник в движението за екология и устойчивост. Заедно със съпругата си Ким основават Джонсън Охана Черитъбъл Фаундейшън (ДОЧФ) и Кокуа Хауай Фаундейшън. През 2008 г. става последовател на идеята за озеленяване, и дарява 100% от приходите си от турнето за Sleep Through the Static на ДОЧФ. По аналогичен начин, приходите от турнето, промотиращо To the Sea, се прехвърлят в All At Once, което цели участие на привържениците на Джонсън в няколко благотворителни еко-организации.

## Ранна възраст
Баща му е известният сърфист Джеф Джонсън. Джак се ражда и израства на Северния бряг в Оаху на Хаваите. На четири или пет години се научава да кара сърф. Когато е на 17, става най-младият участник в световноизвестното сърф-състезание Pipe Trials, провеждащо се на Северния бряг. Една седмица по-късно кариерата му в този спорт бива прекратена, тъй като претърпява злополука на Pipeline, след която челото му е покрито със 150 шева, а няколко от зъбите му са извадени. Този случай вдъхновява песента Drink the Water.
Джак Джонсън завършва Кахуку Хай Скул в Оаху. Записва се в Калифорнийския университет в Санта Барбара, и обучението му завършва през 1997 г. с бакалавърска степен по филмови изследвания. Научава се да свири на китара на 8 години и започва да пише песни на 12, но страстта му към музиката се увеличава, докато е в колежа, където е ритъм-китарист на групата Сойл.
Джонсън получава вдъхновение от творци от ранга на Боб Дилън, Джими Хендрикс, Рейдиохед, Отис Рединг, Джи Лъв и Спешъл Сос, Бен Харпър, Съблайм, Бийтълс, Боб Марли, Нийл Йънг, както и Ъ Трайб Колд Куест. Джак Джонсън определя Джими Хендрикс като любимия си китарист за всички времена.